# Lotnictwo wojskowe
Lotnictwo wojskowe – jeden z zasadniczych rodzajów wojsk w składzie sił zbrojnych, który dzięki swoim właściwościom stanowi o formie i charakterze współczesnych i perspektywicznych koncepcji prowadzenia działań zbrojnych. 
Jest ono definiowane jako ogół statków powietrznych (samolotów, śmigłowców, środków bezzałogowych), przeznaczonych do wykonywania różnych funkcji wojskowych, takich jak: niszczenie celów powietrznych, naziemnych i morskich, rozpoznanie powietrzne, transport powietrzny, zadania specjalne i pomocnicze.
Lotnictwo wojskowe współcześnie tworzą wojska lotnicze występujące w strukturach podstawowych rodzajów sił zbrojnych: sił powietrznych, wojsk lądowych i marynarki wojennej.

## Podział lotnictwa wojskowego
W zależności od przeznaczenia i podległości organizacyjnej lotnictwo wojskowe dzieli się na:
- lotnictwo frontowe (taktyczne, operacyjne)[4]
- lotnictwo strategiczne (dalekiego zasięgu[5])
- lotnictwo sił powietrznych
- lotnictwo morskie
- lotnictwo wojsk lądowych
- lotnictwo transportowe

W zależności od wykonywanych zadań lotnictwo wojskowe dzieli się na:
- lotnictwo bojowe
- lotnictwo pomocnicze

W zależności od możliwości bojowych i przeznaczenia dzieli się na:
- lotnictwo myśliwskie
- lotnictwo bombowe
- lotnictwo myśliwsko-bombowe
- lotnictwo szturmowe
- lotnictwo rozpoznawcze
- lotnictwo zwalczania okrętów podwodnych
- lotnictwo transportowe
- lotnictwo specjalne